# Cees Jan Winkel

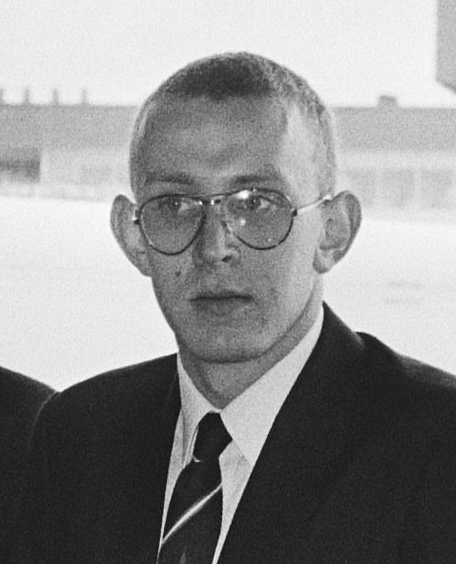
Cees Jan Winkel in 1980

Cees Jan Winkel (Den Haag, 10 juni 1962) is een voormalig topzwemmer op de vrije slag, die in 1980 namens Nederland deelnam aan de Olympische Spelen van Moskou. Daar sneuvelde de zwemmer van RZV voortijdig (series) op zijn enige individuele start, de 200 meter vrije slag; hij liet in de voorronde de 31ste tijd (1.56,48) noteren.
Met de aflossingsploeg op de 4x100 meter wisselslag drong Winkel echter wel door tot de eindstrijd, en daar legde het Nederlandse kwartet beslag op de zevende plaats (3.51,81). Zijn collega's in die race waren Fred Eefting, Albert Boonstra en Cees Vervoorn. Winkels erelijst vermeldt verder deelname aan de wereldkampioenschappen van 1982, en aan de Europese kampioenschappen van 1981 en 1983.